# Bertem
Bertem – miejscowość i gmina (gemeente) w Belgii, w Regionie Flamandzkim, w prowincji Brabancja Flamandzka, w okręgu Leuven. 1 stycznia 2024 roku liczyła 10 242 mieszkańców.

## Podział administracyjny
W skład gminy wchodzą dwie dzielnice (deelgemeente):
- Korbeek-Dijle
- Leefdaal (Leefdael)

## Demografia
Ludność historyczna:
| Rok     | 1995 | 2000 | 2005 | 2010 | 2015 | 2020   | 2021   | 2024   |
| ------- | ---- | ---- | ---- | ---- | ---- | ------ | ------ | ------ |
| Ludność | 8669 | 8843 | 9104 | 9569 | 9725 | 10 141 | 10 190 | 10 242 |

Ludność według grup wiekowych:
| Wiek                                    | 0–17 lat | 18–64 lata | 65+ lat |
| --------------------------------------- | -------- | ---------- | ------- |
| Liczba osób w danej grupie wiekowej     | 2158     | 6013       | 2019    |
| Liczba osób w danej grupie wiekowej w % | 21,2%    | 59%        | 19,8%   |

## Klimat
Klimat jest przybrzeżny. Średnia temperatura wynosi 10 °C. Najcieplejszym miesiącem jest lipiec (19 °C), a najzimniejszym miesiącem jest styczeń (0 °C).

## Współpraca
Miejscowość partnerska:
- Tauț, Rumunia